# Llinda del portal d'entrada de Can Busquets
La Llinda del portal d'entrada de Can Busquets és una obra de Taradell (Osona) inclosa a l'Inventari del Patrimoni Arquitectònic de Catalunya.

## Descripció
És un baix relleu esculpit damunt d'una llinda. A la part central observem al Bisbe al centre d'una orla que sosté un bàcul a la mà dreta i amb l'esquerra està en actitud de beneir. Porta la inscripció de St. Eloi. Ambdós costats i sota unes arcuacions adovellades trobem a la part esquerra, un manyà que està llimant una peça, hi va vestit segons la manera de l'època. A la part dreta hi ha un ferrer que forja una ferradura damunt l'enclusa, la qual després passar el marc de l'arcuació així com el martell, per tal de donar més profunditat a l'escena. Hi ha una jerarquia entre el ferrer i el manyà, que ve donada per la mida que són representats els personatges. El relleu és baix, però hi ha una certa precisió en la indumentària i els rostres. La part central, que honora a St. Eloi és la més treballada.

## Història
Aquesta llinda construïda al segle xviii és una mostra de la importància de les cases menestrals i de la devoció que s'aplegava a l'entorn del Sant patró de l'ofici, en aquest cas St. Eloi. Sant Eloi és un Sant d'origen francès nascut vers el 588, fou orfebre i tresorer dels reis francs, Clotari I Dagobert, després esdevingué Bisbe.